# Paul Joseph Bardou

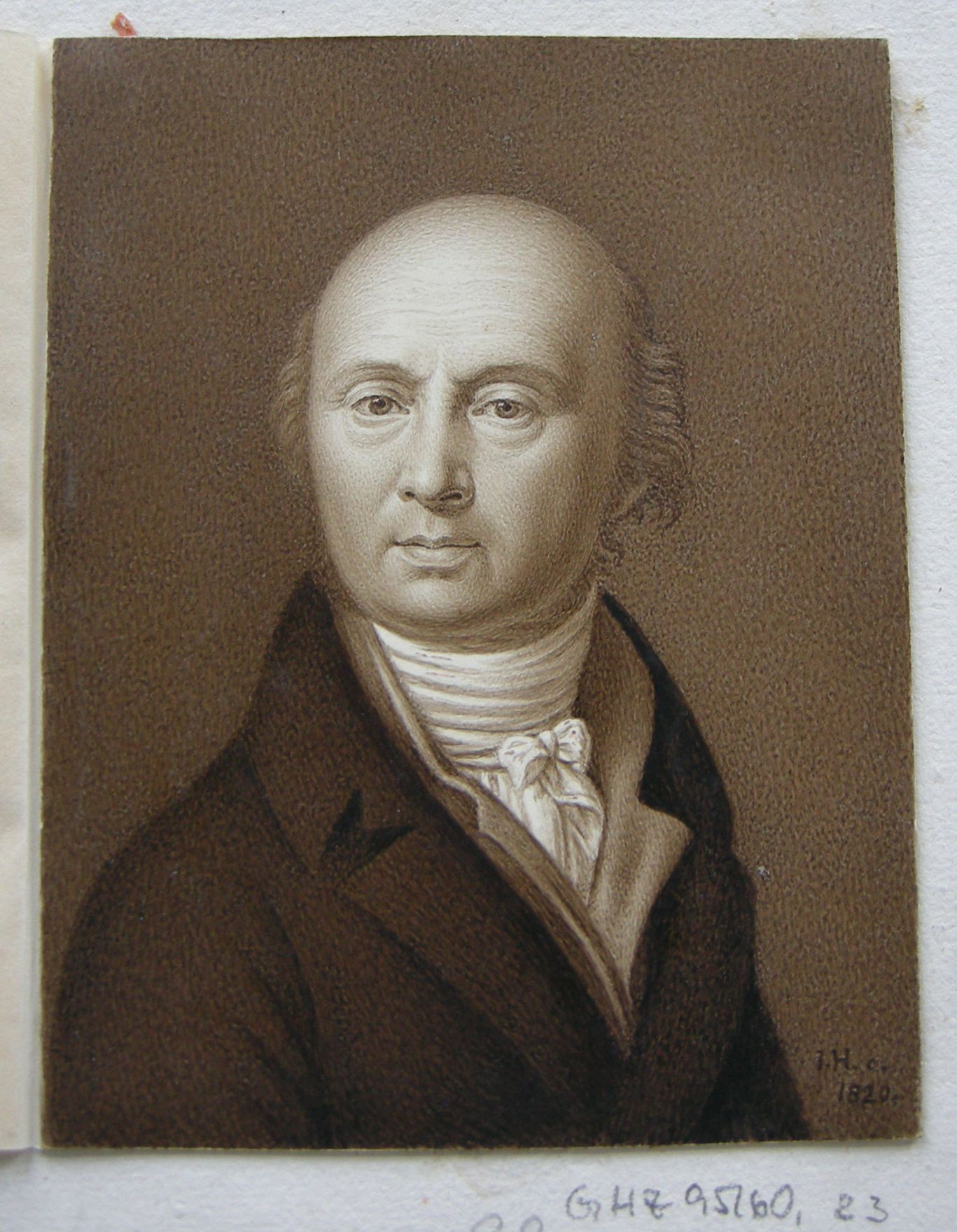
Paul Joseph Bardou von Johann Heusinger für den Berlinischen Künstlerverein

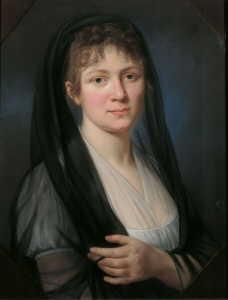
Damenbildnis

Paul Joseph Bardou (* 1745 in Basel; † 1814 in Berlin) war ein deutscher Porträtmaler.
Er war sein ganzes Leben lang in Berlin tätig.
Er war der Sohn des Strumpfwirkers aus dem Languedoc Antoine Bardou (1697–1783) und Elisabeth Suzanne Pederotta, die in den 1840er Jahren von Basel über Potsdam nach Berlin kamen. Paul Joseph wurde geboren, bevor sie Basel verließen.
Er war der jüngere Bruder des Bildhauers Emanuel Bardou (1744–1818) und Onkel des Porträtisten Karl Wilhelm Bardou (1774-z.1842). Er besuchte das Collége Français in Berlin, studierte ab 1756 an der Berliner Akademie der Künste bei Blaise Nicolas Le Sueur. 1804 wurde er Mitglied der Preußischen Akademie der Künste, was seine Position als Schöpfer festigte. Er starb 1814 in Berlin.
Er wurde schon 1806 von Johann Heinrich Füssli mit dem in Warschau und St. Petersburg tätigen Porträtmaler Johann P. Bardou verwechselt.

## Werke (Auswahl)
- Dichter, Romanschriftsteller und evangelischer Theologe Johann Timotheus Hermes
- preußischer Staatsmann Karl Georg Graf von Hoym
- Prinzessin Luise Auguste Wilhelmine Amalie von Preußen
- Prinzessin Luise von Preußen (Radziwiłł)
- Minister beim Generaldirektorium Dietrich von Werder
- Privatsekretär von Friedrich II. von Preußen Henri de Catt
- Komponist und Dirigent Carl Friedrich Zelter

Außerdem viele Porträts unbekannter Personen.